# Chaîne opératoire

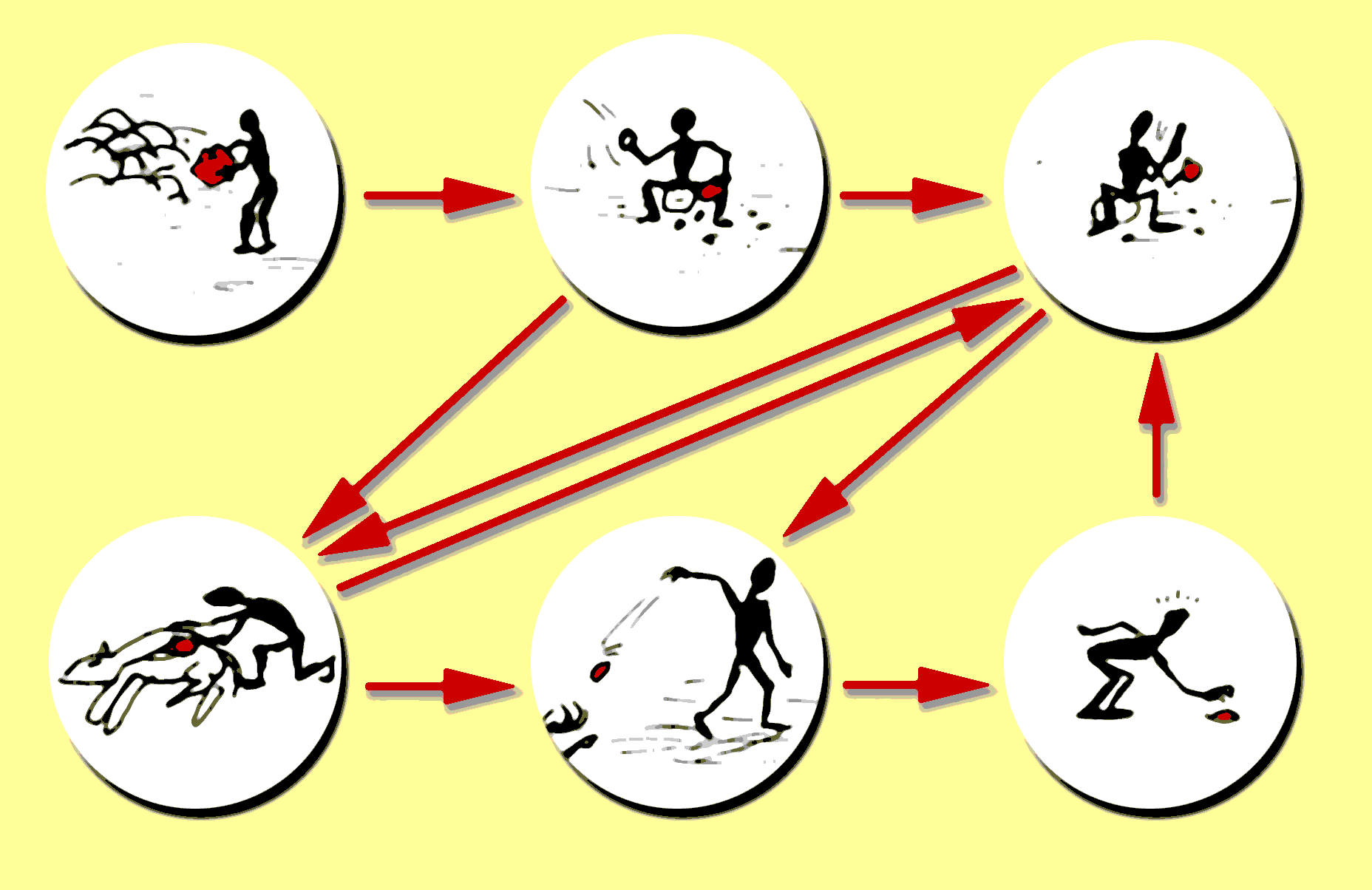
Représentation simplifiée d'une chaîne opératoire pour la réalisation d'un outil en roche taillée.

L'expression Chaîne opératoire désigne un concept employé en archéologie et en anthropologie sociale et culturelle qui permet d'analyser étape par étape le processus de réalisation et d'utilisation d'un objet.
Il est surtout employé dans les recherches sur la Préhistoire, notamment dans l'analyse des outils en roche taillée ou encore des poteries,,, mais son utilisation dans d'autres domaines et sur d'autres périodes connaît actuellement un fort développement.

## Historique
Au début du XXe siècle, Marcel Mauss avait observé que les sociétés pouvaient être étudiées à travers leurs techniques car la façon dont elles sont mises en œuvre et organisées est propre à chacune d'entre elles.
C'est un de ses élèves, André Leroi-Gourhan, qui a été le premier à employer le concept de chaîne opératoire.
Il est mentionné dans son ouvrage Le geste et la parole, volume 2 : la mémoire et les rythmes. 
Paradoxalement, ce chercheur n'a pas utilisé cette expression dans ses travaux ultérieurs.
Elle a été reprise par la suite par un autre élève de Marcel Mauss, André-Georges Haudricourt et a surtout été utilisée à partir de la fin des années 1970 et des années 1980. 
André Leroi-Gourhan s'est probablement inspiré de deux sources distinctes pour définir ce concept. En premier lieu, il a été influencé par les écrits, la thèse notamment, de Gilbert Simondon dans laquelle est défini le concept de schème opératoire. Il a également été influencé par l'œuvre de  Marcel Maget, conservateur adjoint au musée des Arts et Traditions populaires, notamment par un livre publié en 1953 Ethnologie métropolitaine : guide d'étude directe des comportements culturels dans lequel sont mentionnés les termes chaîne de fabrication et opération.

## Description et intérêt de ce concept
À travers le concept des chaînes opératoires, il est possible de reconstituer l'ordre et les paramètres impliqués dans chacune des étapes de réalisation d'un objet,. Pour y parvenir, il est nécessaire d'examiner les stigmates caractéristiques laissées à chaque étape sur l'objet fini et étudier les déchets liés à sa réalisation.

### Économie des matières premières et du débitage
Des différences importantes sont souvent perceptibles dans l'utilisation de chaque matière première dans un site archéologique donné : par exemple, certaines variétés de silex ne sont présentes que sous la forme d'outils finis, d'autres sous la forme de supports bruts dont la finition est réalisée sur place, et d'autres enfin sous la forme de blocs de matière brute entièrement travaillés sur place. Ces différences importantes montrent que l'exploitation des matières premières correspond à des stratégies et à des intentions différentes. On parle alors d'économie des matières premières,.
Parfois des stratégies différentes, correspondant à des intentions différentes, sont perceptibles dans l'exploitation d'une même matière première qui a été employée pour la réalisation d'éléments variés destinés à différents usages. On parle alors d'économie du débitage.
L'étude des chaînes opératoires, en considérant l'économie des matières premières et du débitage donne donc des informations sur les intentions des tailleurs et plus globalement sur l'organisation des activités techniques dans un site ou une région donnée.

### Systèmes et sous-systèmes techniques
On désigne par l'expression sous-système l'ensemble des chaînes opératoires liées à la réalisation d'une catégorie d'outils. On parle par exemple de sous-système lithique pour l'ensemble des chaînes opératoires liées à la réalisation des outils en roche taillée. Chaque sous-système interagit avec les autres sous-systèmes. Ainsi, le sous-système lithique interagit parfois avec les sous-systèmes liés à la réalisation des outils en os ou en bois qui sont employés dans la taille de la pierre.
L'ensemble de ces sous-systèmes correspond au système technique d'une société.
Ces systèmes et sous-systèmes sont propres à chaque culture et peuvent évoluer au cours du temps. En les étudiants, à travers le concept des chaînes opératoires, on est en mesure de comprendre comment étaient organisées ces anciennes cultures, quel était leur mode de vie et comment les techniques ont évolué.

### Capacités cognitives, connaissances et savoir-faire
À travers les expérimentations archéologiques et en considérant le concept de chaîne opératoire, on peut également évaluer et décrire les connaissances et les savoir-faire nécessaires pour l'accomplissement de chacune des étapes de réalisation ou d'utilisation d'un objet. Pour les phases anciennes de la Préhistoire, cela permet d'évaluer les capacités cognitives des hominidés et leur évolution au cours du temps. Pour les phases les plus récentes, cela donne des informations supplémentaires sur l'organisation des sociétés (présence de spécialistes, etc.).